# Театър на Дионис
Театърът на Дионис е античен театър в град Атина, сред най-древните театри в света.
Разположен е в подножието на югоизточния склон на Акропола . Театърът е построен през V век. пр.н.е. Отначало е дървен. Спектаклите в театъра се провеждат 2 пъти годишно – по време на Малките Дионисии и Големите Дионисии. Останките от неговия преустроен римски вариант могат да се видят и днес. Понякога се обърква с по-късния, по-малък, но по-добре запазен Одеон на Херод Атически, намиращ се недалеч на югозападния склон на Акропола.
По време на Големите Дионисии в Атина се провеждат театрални конкурси. Обикновено се състезават по трима автори на трагедии. Всеки от участниците поставя три трагедии и една сатирна драма с митологичен сюжет. Състезават се и автори на комедии, които представят по една пиеса. Резултатите са записвани в специални надписи – diddascals, които се съхраняват в атинския държавен архив. За общото ръководство на театралните представления отговаря атинският архонт.
Около 326 – 325 г. пр. Хр. театърът е реконструиран: дървената сцена и редовете седалки са заменени с мраморни. Каменните седалки са разположени в 67 реда, достигайки до основата на Акропола. Театърът вече може да побере до 17 хиляди зрители, което по това време представлява около половината от атинските граждани.
Поради огромните си размери театърът не е снабден с покрив и затова актьорите, хорът и публиката се намират под открито небе, а сценичното действие се осъществява при естествена светлина.
Първият ред се състои от 67 мраморни кресла за почетни зрители. На тях били издълбани имената и длъжностите на собствениците. На втори ред се намира ложата на римския император Адриан, почитател на гръцката култура. Тук се е изявявал като актьор и император Нерон.
Театърът е преустроен през римската епоха през I век, така че на него да се провеждат и циркови и гладиаторски представления. Затова е издигната висока преграда пред първия ред. От художествена гледна точка най-забележителното в руините на театъра е изваяният фриз от времето на император Нерон със забавни сатири.
Близо до театъра са се запазили останки от други исторически сгради: развалини от два храма на Дионис от VI и IV в. пр. Хр., както и камъни от Одеона от времето на Перикъл.
Константинос Болетис разработва проект за частична реконструкция на театъра . През 2010 г. се предвижда проектът да бъде завършен за 5 години, като за това са отпуснати шест милиона евро. Към останалите каменни седалки се предвижда да бъдат добавени още няколко нива, съчетаващи древните фрагменти с нов камък, а също така се планира укрепване на стените и другите части на сградата.